# 1992년 4월
| 1992년: 1월 · 2월 · 3월 · 4월 · 5월 · 6월 · 7월 · 8월 · 9월 · 10월 · 11월 · 12월 |

| <          | 1992년 4월 | 1992년 4월 | 1992년 4월  | 1992년 4월 | 1992년 4월 | >          |
| 일         | 월         | 화         | 수          | 목         | 금         | 토         |
|            |            |            | 1 2.29 정미 | 2 30 무신  | 3 3.1 기유 | 4 2 경술   |
| 5 3 신해   | 6 4 임자   | 7 5 계축   | 8 6 갑인    | 9 7 을묘   | 10 8 병진  | 11 9 정사  |
| 12 10 무오 | 13 11 기미 | 14 12 경신 | 15 13 신유  | 16 14 임술 | 17 15 계해 | 18 16 갑자 |
| 19 17 을축 | 20 18 병인 | 21 19 정묘 | 22 20 무진  | 23 21 기사 | 24 22 경오 | 25 23 신미 |
| 26 24 임신 | 27 25 계유 | 28 26 갑술 | 29 27 을해  | 30 28 병자 |            |            |

| 편집하기 |

## 1992년4월 29일
- LA 폭동이 일어나다.

## 1992년4월 22일
- 유고슬라비아 사회주의 연방공화국이 붕괴되다.

## 1992년4월 7일
- 보스니아 내전이 발발하다.

## 1992년4월 6일
- 윈도 3.1이 출시되다.